# 울릉 사동 흑비둘기 서식지
울릉 사동 흑비둘기 서식지는 대한민국 경상북도 울릉군 울릉읍 사동에 있는, 흑비둘기가 사는 곳이다. 대한민국의 천연기념물 제237호로 지정되어 있다.